# 四角矮菱
四角矮菱（学名：Trapa natans var. pumila）为千屈菜科菱属菱角的变种。分布在老挝、越南、泰国、日本以及中国大陆的四川、云南、浙江、湖北、江西等地，目前尚未由人工引种栽培。